# Stare Bojanowo (stacja kolejowa)
Stare Bojanowo – stacja kolejowa w Starym Bojanowie, w województwie wielkopolskim, w Polsce. Według klasyfikacji PKP ma kategorię dworca lokalnego.

## Ruch pasażerski
| Rok  | Wymiana pasażerska na dobę |
| ---- | -------------------------- |
| 2017 | 300-499                    |
| 2022 | 300-499                    |

Jest stacją styczną kolei normalnotorowej Stare Bojanowo relacji Wrocław – Leszno – Poznań do stacji Stare Bojanowo Wąskotorowe Śmigielskiej Kolei Dojazdowej. Stacja uruchomiona została w 1852 z chwilą uruchomienia linii Wrocław Główny – Leszno – Poznań Główny. W okresie świetności współdzieliła ze stacją Stare Bojanowo Wąskotorowe kasy i poczekalnię. 